# Un caz literar interesant
Un caz literar interesant este o operă literară scrisă de Ion Luca Caragiale. 